# Applegate Trail

Hauptrouten des Oregon Trails (grüne Linie) und des California Trails (dicke rote Linie); der Applegate Trail ist die oberste (nördlichste) dünne rote Linie

Der Applegate Trail war eine Variante des California Trails durch die heutigen US-Bundesstaaten Idaho, Nevada, Kalifornien und Oregon, die Mitte des 19. Jahrhunderts von Auswanderern und Goldsuchern genutzt wurde. Er war ursprünglich als weniger gefährliche Alternative zum Oregon Trail Richtung Oregon-Territorium gedacht. Ein Großteil der Route war identisch mit der Hauptroute des California Trails.

## Geschichte

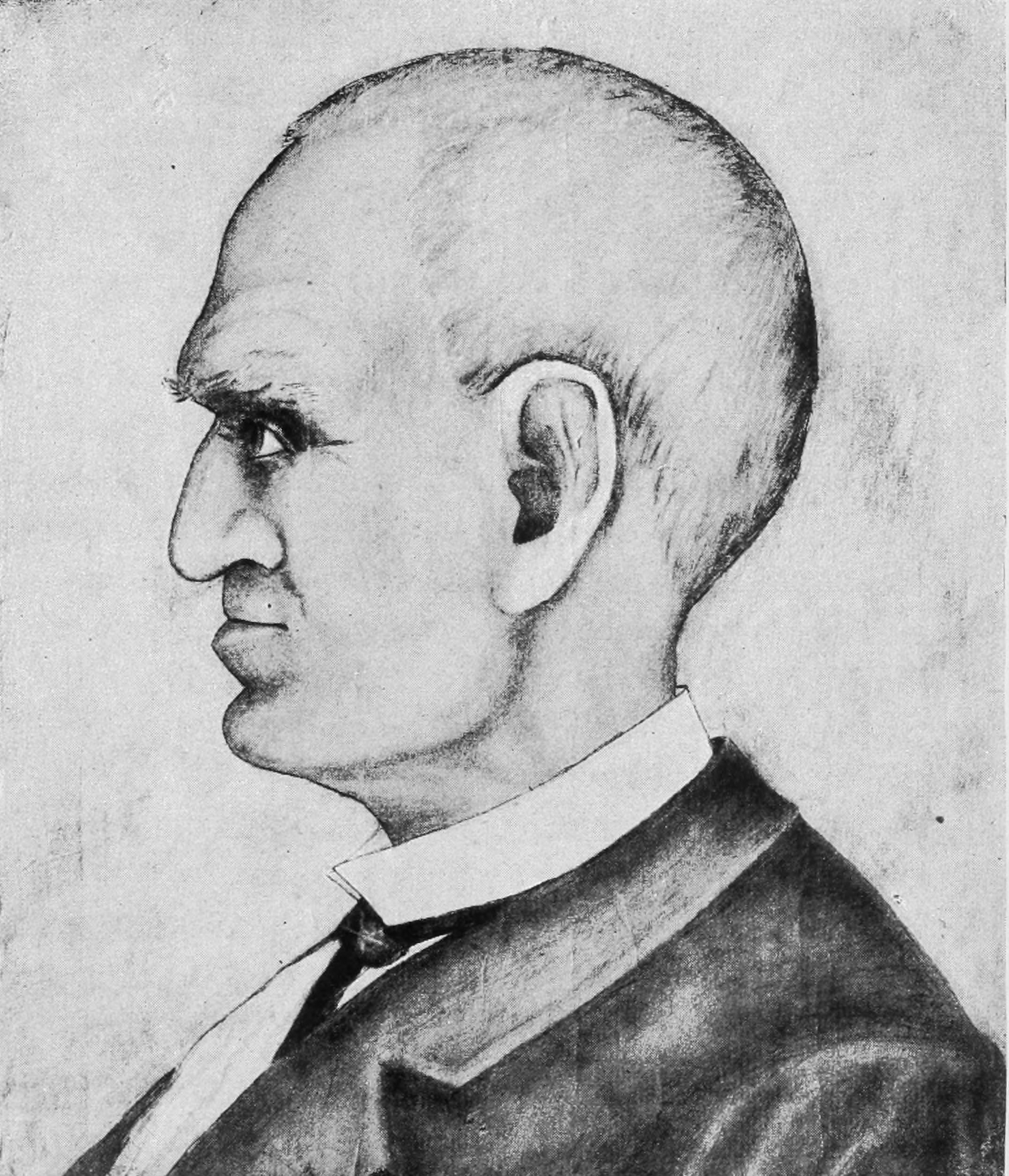
Jesse Applegate

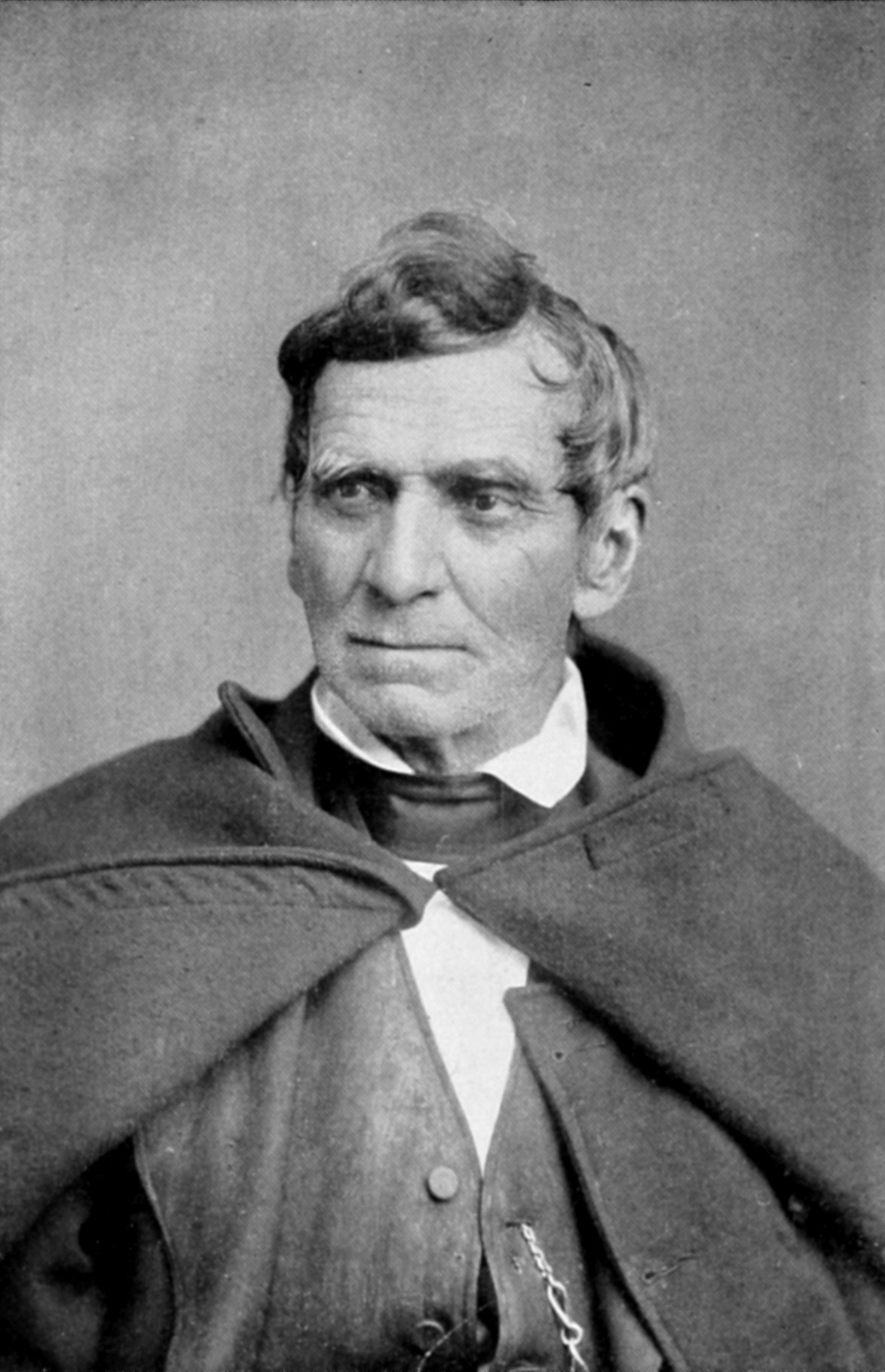
Lindsay Applegate

1843 machte sich ein Teil der Familie Applegate aus Missouri auf den Weg nach Westen entlang des Oregon Trails Richtung Oregon Country. Die Brüder Charles, Jesse und Lindsay führten ihre Familien durch viele Schwierigkeiten, einschließlich des Verlusts von zwei Kindern auf der Reise den Columbia River hinunter. Diese Erfahrungen veranlasste die Familie, einen einfacheren und sichereren Weg ins Willamette Valley zu finden.
1846 erlaubte die provisorische Regierung Oregons den Applegates und anderen, eine südlichere Route nach Oregon zu suchen. Die Gruppe mit Jesse Applegate, Lindsay Applegate, David Goff, John Owen, B. F. Burch, W. Sportsman, Robert Smith, Mr. Goodhue, J. Jones, B. Ausbuan und Levi Scott begann die Expedition am 25. Juni 1846. Sie verließen La Creole (heute Rickreall, Oregon) und verbrachten dreieinhalb Monate damit, eine Route nach Fort Hall im heutigen Idaho zu vermessen. An dieser Stelle zweigte der Applegate Trail von der Hauptroute des Oregon Trails ab. Auf der Rückreise brachte die Gruppe ungefähr 150 Einwanderer entlang der neuen Südroute, die auch als South Road, South Emigrant Trail oder Scott-Applegate Trail bekannt wurde, nach Oregon.
Nachdem die erste Gruppe den neuen Weg bereist hatte, wurde er in den nächsten Jahrzehnten weiter genutzt und verbessert. Als 1848 die Nachricht vom kalifornischen Goldrausch das Willamette Valley erreichte, verließen viele Siedler, darunter Jesse und Lindsay Applegate, Oregon in Richtung der Goldfelder und nutzten den Applegate Trail, um nach Nordkalifornien zu gelangen.
Am 3. August 1992 wurde der Applegate Trail als Teil des California National Historic Trail zum National Historic Trail deklariert. Der Abschnitt des Trails in Nevada ist im National Register of Historic Places als Applegate-Lassen Trail aufgeführt.

## Verlauf
Von Fort Hall führte die Route entlang des Humboldt Rivers nach Süden, bevor sie durch die Black Rock Desert im heutigen Nevada führte. Der Weg verlief dann nach Nordkalifornien und passierte die Seen Goose Lake und Tule Lake. Nach der Überquerung des Lost River überquerte die Route dann das Klamath Basin und die Cascade Range nach Südoregon. Der Trail folgte dem Keene Creek zu den Siskiyou Mountains, dann dem Bear Creek und dem Rogue River. Von dort in Richtung Norden überquerte die Route den Umpqua River, bevor sie die Calapooya Mountains in das südliche Willamette Valley überquerte.